# ОШ „Светозар Марковић” ИО Слатина
ОШ „Светозар Марковић” ИО Слатина је издвојено одељење ОШ „Светозар Марковић” из Бродарева, основана 1929. године.
Школа у Слатини је основана као четврто одељење бродаревске школе, постоје подаци да је школа постојала и 1926. или 1928. године, али за то нема поузданих доказа у архивској документацији. Одлука о отварању школе донета је на основу захтева становника села Слатина и Брвина од 2. августа 1929. године, који је потписао домаћин Шако Влаховић, који је имао велики углед међу мештанима. Написали су да ова два села имају 95 кућа, да је велика удаљеност од Бродарева где деца иду у школу, па због тога у школу не иде око педесеторо деце. Надзорник је прихватио изнете разлоге и предложио Обласном школском одбору да се отвори школа у привременој школској згради, у приватној кући. За привремену школску зграду, за две године, одређена је кућа Шака Влаховића, уз образложење да се налази у средини села. По мишљењу Комисије испуњени су најминималнији хигијенско-педагошки услови за рад школе у овој кући, а мештани су се обавезали да у року две године направе сталну школску зграду.
Међутим, ова обавеза није испуњена, јер је школска зграда направљена знатно касније. Школу су похађали ђаци из: Слатине, Брвина и Оштре Стјене, рођена од 1918. до 1923. године. У години почетка рада школе насељено место Слатина имало је 382 становника, 69 домаћинстава и 67 пореских глава, а насеље Брвине 164 становника, 31 домаћинство и 36 пореских глава.
Недостатак стручног учитељског кадра пратило је рад школе у више школских година. Утврђено је да је у школи од оснивања до 2000. године радио 41просветни радник.